# Наннерчар
Наннерчар (англ. Nannerchar) — город на юго-востоке Бангладеш, административный центр одноимённого подокруга. Площадь города равна 23,31 км². По данным переписи 2001 года, в городе проживало 5420 человек, из которых мужчины составляли 56,01 %, женщины — соответственно 43,99 %. Плотность населения равнялась 232 чел. на 1 км². Уровень грамотности населения составлял 46,4 % (при среднем по Бангладеш показателе 43,1 %). 